# Schloss Bach (Sankt Urban)

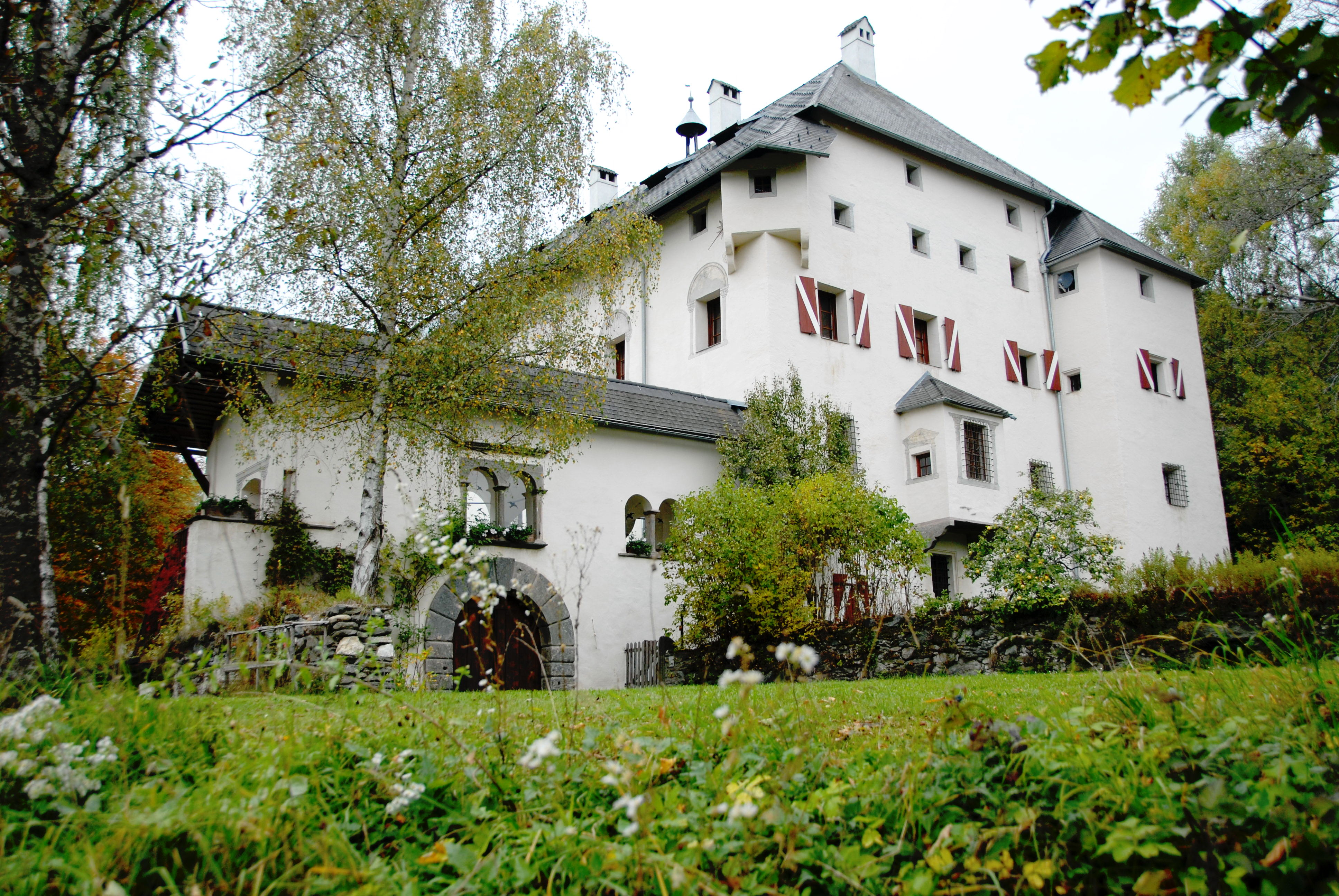
Schloss Bach (2006)

Schloss Bach ist ein Renaissance-Gebäude in der Gemeinde Sankt Urban in Kärnten. Es liegt an einem Hang nördlich des Sankt Urbaner Sees bei der Rotte Bach.

## Geschichte
Das Schloss in seiner heutigen Gestalt entstand im 16. Jahrhundert. Der Vorgängerbau, ein mittelalterlicher Ministerialenturm, fand urkundlich erstmals 1192 als Sitz eines Ministerialen (Wigant de Bach) und 1433 als „turm ze Pach“ im Besitz der Familie Mordax Erwähnung. Nach 1569 war Hannibal Eghk von Hungersbach der Eigentümer. Christoph Freiherr von Egkh ließ 1596 die alte Burg in das heutige Renaissanceschloss umbauen. Der Arkadengang zwischen Schloss und Wirtschaftsgebäude wurde 1609 unter Carl Freiherr von Egkh angefügt. Letztgenannter musste als Protestant 1614 das Land verlassen. Anschließend hatte der Edelsitz verschiedene Besitzer. 1739 wurde eine Schlosskapelle geweiht, die 1890 gemeinsam mit den Wirtschaftsgebäuden einem Brand zum Opfer fiel. Zwischen 1997 und 1999 fand eine Innenrestaurierung statt. Dabei wurden die vermauerten Arkaden der östlichen Loggia geöffnet sowie Fresken im zweiten Obergeschoß freigelegt.
Das denkmalgeschützte Gebäude befindet sich in Privatbesitz und ist nicht öffentlich zugänglich. Räumlichkeiten werden für Tagungen und andere Veranstaltungen vermietet.

## Beschreibung
Schloss Bach ist ein mächtiger, unregelmäßiger Gebäudekomplex bestehend aus Türmen, Erkern, und Arkaden, bedeckt mit einem hohen, schindelgedeckten Walmdach. An der nordöstlichen und südwestlichen Ecke befindet sich je ein vorspringender quadratischer Turm, an den beiden anderen Ecken im obersten Geschoß je ein Erker auf Kragsteinen. In der Mitte der Nordseite ist ein kurzer Flügel mit gekuppelten Fenstern angebaut. Die heutigen Fassaden stammen aus dem 16. Jahrhundert. Das rundbogige, profilierte Haupttor im Süden des Gebäudes besteht aus rotem Sandstein. Im zweiten und dritten Geschoß der Nord- und Südseite sind Zwillingsfenster angebracht.
Durch das Erdgeschoß zieht sich ein kreuzgewölbter Flur. Im zweiten und dritten Geschoß zieht sich je eine Halle durch die gesamte Gebäudelänge. Die Decken der Obergeschoße sind Kassettendecken. Sie sind mit sogenannten Fladerpapieren gestaltet, einem für die Zeit der Renaissance des 16. Jahrhunderts seltenen Dekor aus aufgeklebten Holzschnitten mit von ornamentalen Bändern gerahmten Holzmaserungen.